# Kenda
Kenda je priimek v Sloveniji, ki ga je po podatkih Statističnega urada Republike Slovenije na dan 1. januarja 2010 uporabljalo 800 oseb.

## Znani nosilci priimka
- Alenka (Marina) Kenda (1942—1993), kemičarka
- Boštjan Botas Kenda (*1963), grafični oblikovalec, prof. ALUO
- Damjana Kenda Hussu (*1960), književnica, tekstopiska, novinarka
- Ferdinand Kenda (1909—?), ekonomist (Milano)
- Igor Kenda - Eros (1972—2015), oglaševalec (PR), pesnik; promotor (in domnevni avtor) knjige "Psi"
- Ivan Kenda (1877—1937), hotelir in župan na Bledu
- Ivo Kenda (1895—1953), veterinar, dr.
- Jakob J. Kenda (*1973), prevajalec in literarni raziskovalec
- Jani Kenda, radijski glasbeni urednik
- Joe Kenda (*1946), detektiv, TV dokumentarist (ZDA)
- Josip Kenda (1859—1929), učitelj, pesnik, pisatelj in folklorist
- Josip Kenda (1880—1941), skladatelj, pevovodja (notar)
- Julian Kenda (1894—?), vojaški pilot
- Karmen Kenda - Jež (*1962), jezikoslovka
- Klemen Kenda, strokovnjak za umetno inteligenco (IJS)
- Lucija Kenda (1901—1943), protifašistka
- Marija Kenda (1898—1984), ljudska pesnica
- Mateja Seliškar Kenda (*1972), prevajalka
- Matija Kenda (1860—1938), učitelj, šolnik
- Miran Kenda (1928—2013), kulturni delavec, gledališki igralec in režiser
- Miran Frančišek Kenda (*1936), zdravnik kardiolog
- Nataša Kenda Šuster, ginekologinja/porodničarka
- Rajko Kenda (*1952), zdravnik pediater
- Robert Kenda (1878—1945), učitelj
- Robert Kenda, grafični oblikovalec
- Simon Kenda, jazz-glasbenik, producent
- Stanko Kenda (1920—1990?), arhitekt
- Ula Vehovar Kenda, arhitektka
- Vladimir Kenda (1915—1997), protifašist (TIGR, partizan)
- Vladimir Kenda (*1940), ekonomist, prof. VEKŠ